# John Lowell (Politiker)

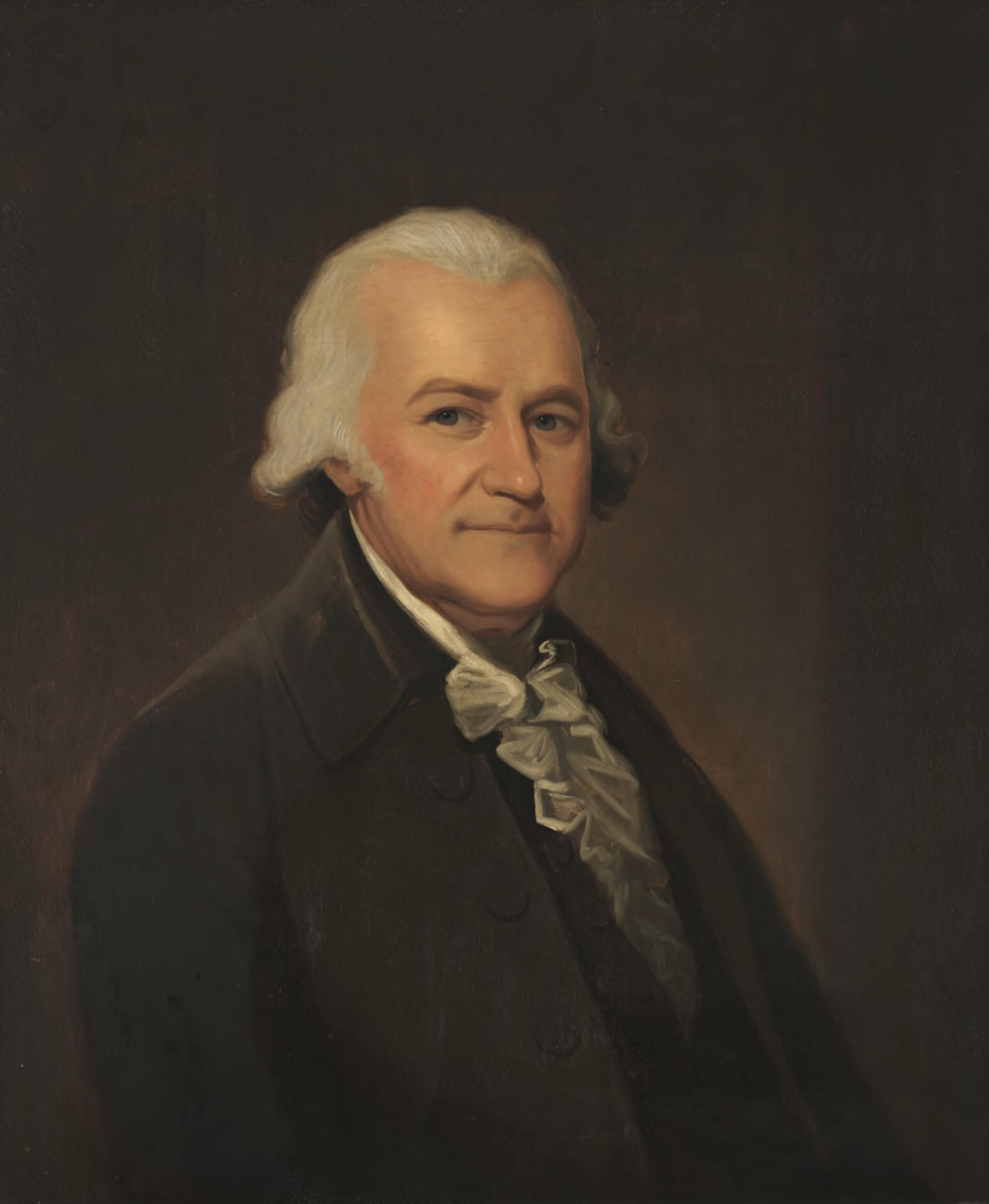
John Lowell

John Lowell (* 17. Juni 1743 in Newburyport, Province of Massachusetts Bay; † 6. Mai 1802 in Roxbury, Massachusetts) war ein US-amerikanischer Jurist und Politiker. Im Jahr 1782 war er Delegierter für Massachusetts im Kontinentalkongress; später wurde er Bundesrichter.

## Werdegang
John Lowell war der Stammvater einer bekannten Bostoner Familie, deren Mitglieder in vielen Bereichen des öffentlichen Lebens tätig waren. Dazu gehörten Juristen, Industrielle, Schriftsteller und lokale Politiker. Im Jahr 1760 absolvierte er die Harvard University. Nach einem anschließenden Jurastudium und seiner 1762  erfolgten Zulassung als Rechtsanwalt begann er in Newburyport in diesem Beruf zu arbeiten. Gleichzeitig schlug er eine politische Laufbahn ein. Zwischen 1771 und 1776 war er mehrfach Mitglied des Stadtrats von Newburyport. Zu Beginn der Revolution neigte er noch der britischen Seite zu, schwenkte aber bald um und wurde Anhänger der amerikanischen Sache. 1776 wurde er Major der Miliz von Massachusetts. Zwischenzeitlich verlegte er seine Anwaltskanzlei und seinen Wohnsitz nach Boston. Im Jahr 1778 sowie von 1780 bis 1782 saß er im Repräsentantenhaus von Massachusetts; von 1784 bis 1785 gehörte er dem Staatssenat an.
Im Jahr 1780 war Lowell Delegierter auf einem Verfassungskonvent seines Staates, den er 1782 auch im Kontinentalkongress vertrat. 1780 gehörte er zu den ersten Mitgliedern der American Academy of Arts and Sciences. Außerdem gehörte er im Jahr 1784 einer Kommission zur Grenzbestimmung zwischen New York und Massachusetts an. Von 1784 bis 1789 amtierte er als Berufungsrichter. Ab 1789 war er Richter am Bundesbezirksgericht für Massachusetts, ehe er 1801 zum Richter am Bundeskreisgericht für den ersten Gerichtskreis aufrückte. John Lowell starb am 6. Mai 1802 in Roxbury.